# Cubelles (Spanyolország)
Cubelles település Spanyolországban, Barcelona tartományban. Lakosainak száma 17 243 fő (2024).

## Földrajza
Cubelles Castellet i la Gornal, Vilanova i la Geltrú és Cunit községekkel határos.

## Testvértelepülések
- Arles-sur-Tech

## Népesség
A település lakosságának változását az alábbi diagram mutatja:
| Lakosok száma | 440  | 885  | 760  | 878  | 2445 | 9549 | 13 711 | 14 481 | 15 329 | 17 243 |
|               | 1717 | 1887 | 1936 | 1960 | 1986 | 2004 | 2009   | 2014   | 2019   | 2024   |